# GO TO SONG
GO TO SONG（ごとぅそんぐ）は、後藤邑子の1枚目のアルバム。2006年11月8日にLantisから発売された。（販売元はキングレコード。）

## 収録曲
1. キラリデイズ
  - 作詞：後藤邑子、作曲・編曲：小池雅也
2. 萌えよ! 秘密の戦士たち
  - 作詞：畑亜貴、作曲・編曲：小池雅也
3. メロディ
  - 作詞・作曲：橋本みゆき、編曲：田辺トシノ
4. このみちのむこうへ
  - 作詞・作曲：橋本みゆき、編曲：影家淳
5. 熱々ベイベー
  - 作詞：畑亜貴、作曲：milktub、編曲：ms-jacky

milktubのベストアルバムにも収録
6. 君の声 僕の指 ふたりの夢
  - 作詞・作曲：橋本みゆき、編曲：ms-jacky
7. 約束の日へ
  - 作詞・作曲：橋本みゆき、編曲：鈴木マサキ
8. 東京エデン
  - 作詞：井出安軌、作曲・編曲：神前暁
9. epilogue
  - 作詞・作曲：橋本みゆき、編曲：影家淳
10. ヨロシク・トゥモロー
  - 作詞：後藤邑子、作曲・編曲：鈴木マサキ